# Allara insularis
Allara insularis är en skalbaggsart som beskrevs av Britton 1955. Allara insularis ingår i släktet Allara och familjen Melolonthidae. Inga underarter finns listade i Catalogue of Life.